# Казаковцев, Михаил Григорьевич
Михаил Григорьевич Казаковцев (род. 25 октября 1955, Новосибирск, РСФСР, СССР) — советский и российский художник, член Союза художников СССР, член Союза художников России.

## Биография
Михаил Казаковцев родился в 1955 году в Новосибирске.
В 1977 году окончил Новосибирский инженерно-строительный институт имени В. В. Куйбышева (архитектурный факультет).
Трудился в творческих группах Союза художников СССР и Союза художников России (в ДТ «Байкал» (1986) и ДТ «Сенеж»).

## Выставки
- 1992 — групповая выставка новосибирских художников (ТОХМ, Томск)
- 1994 — групповая выставка новосибирских художников (Новосибирск)
- 1994 — групповая выставка новосибирских художников (Москва)
- 1994 — персональная выставка (Новосибирская картинная галерея)
- 1995 — персональная выставка (салон «Модерн», Новосибирск)
- 1996 — совместная выставка с С. Мосиенко. (Новосибирская картинная галерея)
- 1996 — выставка «Русская провинция» (галерея В. Рябова, Москва)
- 1997 — выставка «Современное российское искусство из Новосибирска» (Конгресс-центр, Франкфурт-на-Майне)
- 1997 — персональная выставка (галерея «Brumme», Франкфурт-на-Майне)
- 1998 — персональная выставка (Новосибирская картинная галерея)
- 1998 — групповая выставка «Неизвестная Россия» (Лёвен, Бельгия)
- 1998 — выставка «Неизвестная Европа» (Новосибирская картинная галерея)
- 1998 — персональная выставка (галерея «Brumme», Франкфурт-на-Майне)
- 1999 — выставка графики на раскладных японских веерах (галерея «Le Vall», Новосибирск)
- 1999 — выставка «Арт-Новосибирск» (Новосибирская картинная галерея)
- 2000 — персональная выставка (Дом ученых СО РАН, Новосибирск)
- 2001 — персональная выставка (галерея «Le Vall», Новосибирск)
- 2002 — персональная выставка (галерея «Brumme», Франкфурт-на-Майне, Германия)
- 2003 — персональная выставка (галерея «Старый город», Новосибирск)
- 2009 — VI Новосибирская международная биеннале графики (Новосибирск)

### Выставка в Новосибирском метро
В 2016 году в переходе станции «Площадь Ленина» Новосибирского метро открылась выставка «Город глазами художника» с картинами Михаила Казаковцева, на которых изображён Новосибирск 1930—1950-х годов.

## Работы
Произведения художника находятся в Новосибирском государственном художественном музее, Музее современного искусства «АртЭтаж» (Владивосток), Музее современного искусства «Эрарта» (Санкт-Петербург), Карасукском краеведческом музее (Карасук), Государственном музее современного искусства Еврейской автономной области (Биробиджан)

## Награды
- 2009 — Гран-При VI Новосибирской международной биеннале графики (Новосибирск)
- 2010 — Благодарность отделения «Урал, Сибирь, Дальний Восток» Российской академии художеств (Красноярск)
- 2010 — Лауреат премии Губернатора Новосибирской области в сфере культуры и искусства
- 2012 — Благодарность Союза художников России за произведения представленные на художественной выставке «Проспект Мира – Красный проспект» (Красноярск)[3]